# Архиепархия Котону

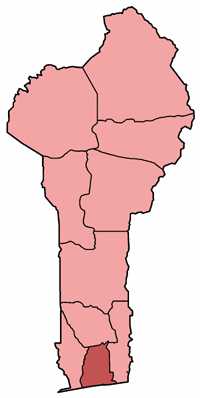
Карта расположения архиепархии Котону

Архиепархия Котону (лат.  Archidioecesis Cotonuensis) — архиепархия Римско-Католической Церкви с центром в городе Котону, Бенин. В архиепархию Котону входят епархии Абомей, Дасса-Зуме, Локосса, Порто-Ново.

## История
26 июня 1883 года Святым Престолом была учреждена Апостольская префектура Дагомеи. 12 апреля Апостольская префектура Дагомеи уступила часть своей территории Апостольской префектуре Того (сегодня — архиепархия Ломе). 25 мая 1901 года Апостольская префектура Дагомеи была преобразована в Апостольский викариат.
28 апреля 1942 года Апостольский викариат Дагомеи уступил часть своей территории Апостольской префектуре Ниамея (сегодня — архиепархия Ниамея).
13 мая 1948 года Апостольский викариат Дагомеи был переименован в Апостольский викариат Уида. 5 апреля 1954 года Апостольский викариат Уида уступил часть своей территории Апостольскому викариату Порто-Ново (сегодня — епархия Порто-Ново).
14 сентября 1955 года Римский папа Пий XII преобразовал буллой «Dum tantis» Апостольский викариат Уидах в архиепархию Котону. 5 апреля 1963 года и 11 марта 1968 года архиепархия Котону уступила часть своей территории новым епархиям Абомей и Локосса.

## Список ординариев
- Louis-Auguste Dartois (25.05.1901 — 3.08.1905)
- François Steinmetz (20.05.1906 — 12.11.1934)
- Louis Parisot (11.03.1935 — 14.01.1960)
- кардинал Бернарден Гантен (5.01.1960 — 28.06.1971)
- Christophe Adimou (28.06.1971 — 27.12.1990)
- Isidore de Souza (27.12.1990 — 13.03.1999)
- Nestor Assogba (29.10.1999 — 5.03.2005)
- Marcel Honorat Léon Agboton (5.03.2005 — 21.08.2010)
- Antoine Ganyé (21.08.2010 — по настоящее время)

## Источник
- Annuario Pontificio, Ватикан, 2007
- Булла Dum tantis, AAS 48 (1956), p. 113 Архивная копия от 27 марта 2010 на Wayback Machine (лат.)